# Đại học Bonn
Đại học Bonn, tên chính thức là Đại học Rheinische Friedrich Wilhelms Bonn (Rheinische Friedrich-Wilhelms-Universität Bonn) là một trường đại học nghiên cứu công lập tại Bonn, Đức. Được thành lập dưới hình thức hiện tại vào năm 1818 từ các tổ chức giáo dục đại học khác, Đại học Bonn là một trong những trường đại học hàng đầu ở Đức. Đại học Bonn cung cấp một số lượng lớn các chương trình đại học và sau đại học trong nhiều chuyên ngành, thư viện của trường có hơn hai triệu đầu sách. Đại học Bonn có 525 giáo sư và 27.800 sinh viên. Trong số các cựu sinh viên và giảng viên đáng chú ý của nó là bảy người đoạt Giải Nobel, hai người đoạt Huy chương Fields, 12 người đoạt Giải Gottfried Wilhelm Leibniz, Đức Giáo hoàng Biển Đức XVI, Joseph Goebbels, Karl Marx, Friedrich

## Lịch sử
Tiền thân của trường là Kurkölnische Akademie Bonn được thành lập vào năm 1777 bởi Maximilian Frederick của Königsegg-Rothenfels, hoàng tử-đại cử tri của Köln. Trong tinh thần Khai sáng, các học viện mới chủ trương không giáo phái. Học viện này đã có trường học  thần học, luật, dược và nghiên cứu nói chung. Năm 1784 hoàng đế Joseph II cấp học viện quyền cấp bằng  học thuật (Licentiat và tiến sĩ), chuyển học viện thành trường đại học. Học viện này đã bị đóng cửa vào năm 1798 sau khi tả ngạn của sông Rhine bị Pháp chiếm đóng trong Chiến tranh Cách mạng Pháp.
Người sáng lập đại học Frederick William III của Phổ. Rhineland trở thành một phần của Phổ vào năm 1815 do kết quả của Hội nghị Vienna. Ngay sau khi chiếm giữ của Rheineland vào ngày 05 tháng 4 năm 1815, vua Phổ Friedrich Wilhelm III hứa sẽ thành lập một trường đại học mới ở tỉnh Rhine mới. Vào thời gian này không có trường đại học ở Rhineland, do tất cả ba trường đại học đã tồn tại cho đến cuối thế kỷ 18 đã bị đóng cửa vì sự chiếm đóng của Pháp. Kurkölnische Akademie Bonn là một trong ba trường đại học. Hai trường khác là Trường Đại học Công giáo La Mã và Đại học Köln Tin Lành Duisburg

## Nhân vật nổi tiếng
- Harald zur Hausen, cựu sinh viên: Giải Nobel sinh lý học hay y học 2008
- Reinhard Selten, giáo viên: Giải Nobel kinh tế 1994
- Wolfgang Paul, giáo viên: Giải Nobel vật lý 1989
- Luigi Pirandello, cựu sinh viên: Giải Nobel văn học 1934
- Otto Wallach, giáo viên: Giải Nobel Hóa học 1910
- Paul Johann Ludwig von Heyse, cựu sinh viên: Giải Nobel văn học 1910
- Philipp Lenard, giáo viên: Giải Nobel vật lý 1905
- Gerd Faltings: Huy chương Fields 1986
- Maxim Kontsevich: Huy chương Fields 1998

Trong số các cựu sinh viên và giảng viên đáng chú ý của trường có Giáo hoàng Biển Đức XVI, Heinrich Heine, Heinrich Hertz, Friedrich Hirzebruch, Karl Marx, Friedrich Nietzsche, Friedrich August Kekulé von Stradonitz, Joseph Schumpeter, Konrad Adenauer, Max Ernst, Constantin Carathéodory, Joseph Goebbels, Karl Weierstrass, Barth Karl và Samson Raphael Hirsch.